# Georg Hartmann
Georg Hartmann (Eggolsheim, 1489 – Norimberga, 1564) è stato uno scienziato tedesco.

## Biografia
Matematico e costruttore di strumenti tedesco, viaggiò in Italia, dove, nel 1518, entrò in amicizia con Andrea Copernico, fratello di Niccolò. Hartmann dedicò i propri sforzi alla misurazione della declinazione magnetica, per la quale propose in località diverse (Norimberga e Roma) valori di buona approssimazione. Si devono a lui numerosi strumenti matematici di qualità come vari tipi di orologi solari, astrolabi, globi, sfere armillari e compendi astronomici, ma anche strumenti militari come calibri da cannonieri. Nel 1533 pubblicò un manuale sulla costruzione degli orologi solari dittici. Altri lavori non pubblicati contengono disegni di orologi solari, di astrolabi e di altri strumenti scientifici.